# Hershey-Chase-Experiment

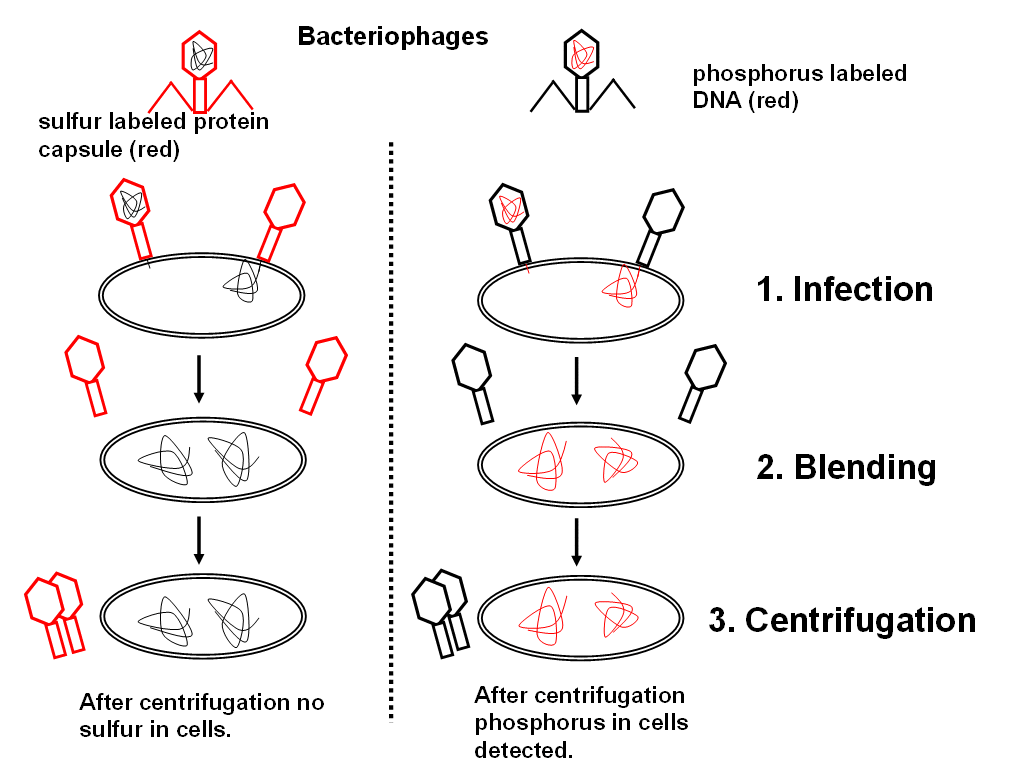
Schema des Experimentes

Mit dem als Hershey-Chase-Experiment bekannt gewordenen Versuch konnte nachgewiesen werden, dass genetische Information in DNA und nicht in Proteinen codiert ist. Das Experiment wurde 1952 durchgeführt von Alfred Hershey und Martha Chase. Es lieferte eine unabhängige Bestätigung des Ergebnisses, das bereits 1944 Oswald Avery, Colin MacLeod und Maclyn McCarty in ihren Versuchen zur genetischen Transformation von Bakterien erhalten hatten.
In dem Hershey-Chase-Experiment wurden Viren verwendet, die auf den Befall von Bakterienzellen spezialisiert sind. Solche Viren werden auch Bakteriophagen ('Bakterienesser') oder Phagen genannt. Sie bestehen im Wesentlichen aus einer Proteinhülle und darin DNA (selten RNA). Treffen sie auf ein Bakterium, setzen sie mit ihren Schwanzanhängen auf der Bakterienoberfläche auf und injizieren ihre gesamte DNA in das Bakterium. Die Proteinhülle bleibt dagegen außerhalb des Bakteriums. Die injizierte DNA regt das Bakterium dazu an, neue Phagen zu bauen (Selbstassemblierung), welche unter Zerstörung des Bakteriums schließlich freigesetzt werden.
Hershey und Chase züchteten nun Phagen, die als T2-Phagen bezeichnet wurden, einmal unter Zugabe von radioaktiv markiertem Schwefel (35S) und in einer zweiten Petrischale unter Zugabe von radioaktiv markiertem Phosphor (32P). Der radioaktive markierte Schwefel wurde dabei in die Proteine eingebaut. Der radioaktiv markierte Phosphor in der anderen Petrischale wurde dagegen in die DNA der gezüchteten Phagen eingebaut.
Daraufhin wurden den Phagen jeweils Bakterien (Escherichia coli), die keinerlei radioaktiv markierte Stoffe aufwiesen, zugegeben. Kurz nachdem die Phagen sich auf die Bakterien aufgesetzt und ihre DNA injiziert hatten, gaben Hershey und Chase die Proben in einen Mixer. Die Scherkraft im Mixer reichte aus, um die leere Phagenproteinhülle von der Bakterienoberfläche zu lösen, jedoch wurden weder die Hüllen noch die Bakterien zerstört. In einer anschließend durchgeführten Zentrifugation setzten sich die schweren Bakterien im Sediment ab, während die leichteren Phagenhüllen im Überstand verblieben.
Bei den Proben, welche die Proteine mit Hilfe des 35S markiert wurden, konnte nach der Zentrifugation keine Radioaktivität im Bodensatz gemessen werden. Die Flüssigkeit jedoch war deutlich radioaktiv. In den Proben, bei denen die DNA mit Hilfe des 32P markiert war, konnte nach der Zentrifugation im Bodensatz eine deutliche Radioaktivität gemessen werden. Die Flüssigkeit jedoch war nicht radioaktiv. Das war ein Nachweis, dass DNA in die Bakterien eindrang. Durch die DNA konnte getragenes Erbgut in das Bakterium zur Produktion von Phagen anregen.